# Aventură la Marienstadt
Aventură la Marienstadt, menționat pe afișe Aventura la Mariestadt, (în poloneză Przygoda na Mariensztacie) este un film de ficțiune polonez din 1954, regizat de Leonard Buczkowski, ce prezintă viața și munca zidarilor care lucrează la reconstruirea Varșoviei distruse de război. A fost realizat ca o comedie muzicală de către maestrul genului de dinainte de război, Ludwik Starski⁠(d), care a încercat să-și adapteze opera la noua realitate social-politică și la cerințele realismului socialist.
Aventură la Marienstadt este considerat a fi primul film color polonez.

## Rezumat
Tânăra Hanka Ruczajówna, solistă a ansamblului de cântece și dansuri din satul Złocieniec, vine în orașul Varșovia pentru un spectacol. Vizitează capitala Poloniei, ce fusese distrusă de război, și îl cunoaște în timpul spectacolului pe zidarul Janek Szarliński. Cei doi tineri își petrec împreună toată seara în cartierul istoric central Mariensztat⁠(d), dar se despart apoi fără ca vreunul dintre ei să știe măcar numele celuilalt. Fata se întoarce curând în satul natal, unde învață și lucrează, dar dorul de viața la oraș o determină să vină din nou în capitală. 
Câteva luni mai târziu, după ce Hanka se mută în capitală, cei doi tineri se regăsesc întâmplător. Janek o primește pe Hanka în echipa sa de zidari, dar, cu toate acestea, aversiunea maestrului Leon Ciepielewski față de femei provoacă un conflict între cei doi iubiți. Hanka se mută apoi pe un alt șantier și, împreună cu prietenele ei zidărițe, provoacă la întrecere brigăzile de zidari. În cele din urmă, după mai multe peripeții, cei doi tineri se împacă și încep o nouă viață împreună.

## Distribuție
- Lidia Korsakówna⁠(d) — Hanka Ruczaj (Ruczajówna)
- Tadeusz Schmidt⁠(d) — zidarul Janek Szarliński
- Adam Mikołajewski⁠(d) — maistrul Leon Ciepielewski
- Tadeusz Kondrat⁠(d) — instalatorul Władysław („Władek”) Dobrzyniec
- Barbara Bieńkowska⁠(d) — zidărița Basia
- Wanda Bojarska — Katarzyna Ciepielewska, soția maistrului Ciepielewski
- Janina Draczewska⁠(d) — femeia din Złocienie
- Antonina Gordon-Górecka⁠(d) — directoarea generală a întreprinderii
- Barbara Rachwalska⁠(d) — maistra Aniela Rębaczowa
- Joanna Walter⁠(d) — zidărița Zosia Bonecka
- Zofia Wilczyńska — zidărița Natalka
- Edmund Biernacki⁠(d) — supraveghetorul șantierului
- Lucjan Dytrych⁠(d) — reprezentantul Consiliului Național al Capitalei
- Edward Dziewoński⁠(d) — ghidul din Varșovia
- Michał Gazda⁠(d) — zidar, colegul lui Janek
- Wacław Jankowski⁠(d) — localnic varșovian
- Wacław Kowalski⁠(d) — maistrul zidar Stefan Wachowiak
- Klemens Mielczarek⁠(d) — zidarul Wacław Osica
- Henryk Modrzewski⁠(d) — inginerul
- Leopold René Nowak⁠(d) — zidar, colegul lui Janek
- Wojciech Siemion⁠(d) — Bronek, membru al ansamblului de cântece și dansuri din Złocieniec
- Jerzy Szpunar⁠(d) — instalatorul Olek
- Stanisław Winczewski⁠(d) — Henryk Tokarski, secretarul organizației de bază⁠(d) (POP) a Partidului Muncitoresc Unit Polonez din întreprindere
- Stanisław Woliński⁠(d) — localnic varșovian
- Janusz Ziejewski⁠(d) — ministrul
- Feliks Żukowski⁠(d) — directorul sindicatului
- Henryk Bielski⁠(d) — membru al ansamblului de cântece și dansuri din Złocieniec (nemenționat)
- Tadeusz Janczar⁠(d) — membru al ansamblului de cântece și dansuri din Złocieniec (nemenționat)
- Stanisław Michalski⁠(d) — acordeonist (nemenționat)
- Halina Mikołajska⁠(d) — zidăriță (nemenționată)
- Józef Nowak⁠(d) — referent (nemenționat)
- Władysław Walter⁠(d) — localnic varșovian (nemenționat)

## Producție
Scenariul filmului, scris de Ludwik Starski, urmărește întâmplările trăite de doi tineri polonezi (Hanka și Janek). Alegerea ca decor a cartierului Mariensztat⁠(d), un cartier din Varșovia ce fusese înființat în secolul al XVIII-lea în apropierea Orașului Vechi, combină mai multe aspecte ale filmului, printre care romantismul și efortul de reconstrucție, și îndeosebi unul politic, recuperarea unui fost cartier burghez de către clasa muncitoare.
Filmul a fost realizat de compania de producție Wytwórnia Filmów Fabularnych⁠(d) din Łódź. Filmările au avut loc în anul 1953 și s-au desfășurat în mare parte în orașul Varșovia (cartierul istoric central Mariensztat⁠(d), Casa lui John cu scări rulante⁠(d) din Piața Castelului (Plac Zamkowy), Ulica Nowy Świat⁠(d), Piața Băncii⁠(d) (Plac Bankowy), Piața Constituției⁠(d) (Plac Konstytucji), Magazinul Central⁠(d) de pe Ulica Bracka⁠(d), Palatul Mostowski⁠(d), Parcul Dolina Szwajcarska⁠(d) de pe Ulica Fryderyka Chopina⁠(d), Monumentul Frăției de Arme⁠(d) din Piața Wileński (Vilnius)⁠(d), Podul Śląsko-Dąbrowski⁠(d)), precum și pe platourile studioului din Łódź, unde a fost reconstituit cartierul Mariensztat.
Cântecele și dansurile au fost interpretate de ansamblul de cântece și dansuri Mazowsze (Zespół Pieśni i Tańca Mazowsze) din satul Karolin⁠(d) (voievodatul Mazovia), iar vocea Lidiei Korsakówna în cântecele din film este dublată de adolescenta Irena Santor⁠(d), care i-a fost colegă la Școala de Muzică din Karolin. Cântecele (în afară de To idzie młodość) au fost cântate ulterior de soliștii ansamblului ei cu texte purificate de realismul socialist. Cântecele originale din film au fost interpretate în spectacolul lui Andrzej Bogucki⁠(d) (cu corul Czejanda), care, de altfel, locuiește în cartierul Mariensztat.
Filmul a fost înregistrat pe peliculă color produsă de compania sovietică Sowkolor și este primul film color polonez din istorie.

## Cântece
- To idzie młodość (muzică: Tadeusz Sygietyński⁠(d), text: Ludwik Starski)
- Jak przygoda to tylko w Warszawie (muzică: Tadeusz Sygietyński⁠(d), text: Ludwik Starski)
- Cyraneczka (muzică: Tadeusz Sygietyński⁠(d), text: Ludwik Starski)